# Carlos Padrós
Carlos Padrós, teljes nevén Carlos Padrós Rubio, más formában Carles Padrós Rubió (Barcelona, 1870. november 9. – Madrid, 1950. december 30.) spanyol üzletember, politikus.
Testévérével, Juannal előbb egy boltot üzemeltettek, majd 1902-től Juan, két évvel később pedig ő is a Madrid FC, a jelenleg Real Madridként ismert klub elnöke lett. Az ő ideje alatt játszotta a Real első meccsét külföldi csapat ellen, az ellenfél a francia Gallia Club de Paris ellen. Utódja Adolfo Meléndez volt, és később megkapta a tiszteletbeli elnök titulust.
Korábban nagy szerepe volt a Copa del Rey első kiírásában is, ugyanis ő volt a döntő játékvezetője, amelyet egyébként a Club Vizcaya 3–1-re nyert az FC Barcelona ellen.